# Glyphonycteris behnii
Glyphonycteris behnii — вид родини листконосові (Phyllostomidae), ссавець ряду лиликоподібні (Vespertilioniformes, seu Chiroptera).

## Середовище проживання
Країни поширення: Болівія, зх.-цн. Бразилія, Перу. Цей вид живе в Серрадо і чагарникових саванах.

## Звички
Цей рід харчується переважно комахами і дрібними плодами.

## Загрози та охорона
Перетворення середовища проживання Серрадо для сільського господарства може впливати на вид.